# Zöllnitz
Zöllnitz település Németországban, azon belül Türingiában. Lakosainak száma 1147 fő (2023. december 31.).

## Népesség
A település népességének változása:
| Lakosok száma | 858  | 860  | 957  | 1034 | 1147 |
|               | 2017 | 2019 | 2021 | 2022 | 2023 |